# Per Andersson (biathlonista)
Per Gunnar Andersson (ur. 21 sierpnia 1954 w Järvsö) – szwedzki biathlonista. W Pucharze Świata zadebiutował 2 marca 1978 roku w Hochfilzen, gdzie zajął dwunaste miejsce w biegu indywidualnym. Tym samym już w swoim debiucie zdobył pierwsze punkty. Nigdy nie stanął na podium indywidualnych zawodów PŚ. Najlepsze wyniki osiągnął w sezonie 1978/1979, kiedy zajął 15. miejsce w klasyfikacji generalnej. W 1977 roku wystąpił na mistrzostwach świata w Vingrom, gdzie zajął 36. miejsce w biegu indywidualnym i ósme w sztafecie. Podczas rozgrywanych rok później mistrzostw świata w Hochfilzen był dwunasty w biegu indywidualnym, ósmy w sprincie i dziewiąty w sztafecie. Był także trzynasty w biegu indywidualnym i dziesiąty w sztafecie na mistrzostwach świata w Ruhpolding w 1979 roku. Brał też udział w igrzyskach w Lake Placid rok później, plasując się na 22. pozycji w sprincie i dziesiątej w sztafecie.

## Osiągnięcia

### Igrzyska olimpijskie
| Rok  | Miejscowość | Konkurencje | Konkurencje | Konkurencje | Konkurencje | Konkurencje | Konkurencje | Konkurencje |
| Rok  | Miejscowość | IN          | SP          | PU          | MS          | RL          | MR          | SR          |
| ---- | ----------- | ----------- | ----------- | ----------- | ----------- | ----------- | ----------- | ----------- |
| 1980 | Lake Placid | –           | 22.         | nd.         | nd.         | 10.         | nd.         | –           |

### Mistrzostwa świata
| Rok  | Miejscowość | Konkurencje | Konkurencje | Konkurencje | Konkurencje | Konkurencje | Konkurencje | Konkurencje |
| Rok  | Miejscowość | IN          | SP          | PU          | MS          | RL          | MR          | SR          |
| ---- | ----------- | ----------- | ----------- | ----------- | ----------- | ----------- | ----------- | ----------- |
| 1977 | Vingrom     | 36.         | –           | nd.         | nd.         | 8.          | nd.         | –           |
| 1978 | Hochfilzen  | 12.         | 8.          | nd.         | nd.         | 9.          | nd.         | –           |
| 1979 | Ruhpolding  | 13.         | 29.         | nd.         | nd.         | 10.         | nd.         | –           |

### Puchar Świata

#### Miejsca w klasyfikacji generalnej
| Sezon     | Miejsce |
| --------- | ------- |
| 1977/1978 | 15.     |
| 1978/1979 | ?       |
| 1979/1980 | ?       |

#### Miejsca na podium chronologicznie
Andersson nigdy nie stanął na podium indywidualnych zawodów PŚ.